# 赖比尔·阿色尼月
赖比尔·阿色尼月(阿拉伯语：‎，Rabīʿ aṯ-ṯānī /raˈbiːʕ æθˈθæːniː/)，伊斯兰历第四个月，该月名字意为“第二个春月”，又称赖比尔·阿赫勒月（阿拉伯语：‎，Rabīʿ al-āḫir /raˈbiːʕ ˈʔæːxɪr/），意为“后一个春月”。
本月重大节日有：
- 本月10日——什叶派第十一位伊玛目哈珊‧阿斯卡里生日。